# Mondofilm
Mondo är en typ av dokumentärfilm som tar upp udda, obscena eller bisarra fenomen, kulturer eller livsstilar som kan klassas som underground.
Genren har funnits i många år men 1960-talet var genrens storhetstid.[källa behövs] Filmarna Paolo Cavara och Gualtiero Jacopetti lanserade sin film Mondo Cane (1962), som fortfarande är den mest kända mondofilmen. Den fanns med bland nomineringarna till Palme d'Or (Guldpalmen) 1962. I Sverige släpptes den under titeln Det grymma livet Den följdes upp med Mondo Cane 2 (1963) som spann vidare på konceptet. De följde upp de båda Mondo Cane-filmerna med en chockerande inblick i den afrikanska kontinentens frigörelse, Africa Addio (även känd som Africa: Blood and Guts), som kom 1966. Just Africa Addio anklagades för att vara "rasistisk", vilket filmskaparna sagt sig ta avstånd ifrån. I ett försök att rentvå sig gjorde de en dramadokumentärfilm om slaveriet i USA, Addio zio Tom (även känd som Goodbye Uncle Tom, 1971), men den lyckades istället förstärka bilden av filmskaparna som "rasister".
Delar av Jacopettis material (såsom en scen i Ultime grida dalla savana även känd som Savage man savage beast med lejon som överfaller en turist i ett viltreservat i Afrika) har kritiserats för att vara fejkad
Sverige – Himmel eller helvete är en annan känd mondofilm inspelad under 1960-talet med fokus på omvärldens syn på den fria svenska sexualiteten (som kraftigt överdrivs)
Medan Mondo Cane-filmerna visar upp saker som ter sig chockerande, till exempel människor som äter insekter på en "fin" restaurang, är Africa Addio mer inriktad på att visa grymheter och utomrättsliga avrättningar. Det senare är ett spår som plockats upp av mer sentida filmer i genren som Faces of Death-serien, The Killing of America och Shocking Asia-serien. Dessa ingår bland filmtitlar som i vissa kretsar ibland fått en egen "underkategori" benämnd Real death.[källa behövs]

## Real death
I och med filmen Faces of Death som kom 1978 (och som fått ett flertal uppföljare) har dagens mondofilmer ofta kommit att ta en mer makaber eller morbid vändning, som på sätt och vis lett till att mondo-filmen fått en egen "underkategori". Två andra kontroversiella serier som försökt spinna vidare på Faces of Deaths framgångar är Damon Fox:s Traces of Death, vars första del kom 1993, samt Todd Tjerslands Faces of Gore från 1999 som även den fått uppföljare.
Real death filmerna har precis som mondo en varierande grad av äkta, verifierbart material. Majoriteten av Faces of Deaths material (till exempel en scen med en fånge som avrättas i elektriska stolen) har senare (av regissören) erkänts vara fejk. Ljud- och bildkvaliteten är bättre än i till exempel Faces of Gore och Traces of Death, där källorna ofta är skakiga hemvideofilmer eller klipp från små TV-kanaler.
Precis som med äldre mondofilmer kan tonen i filmerna vara rejält rå och berättaren i vissa filmer använder sig av grova eller cyniska skämt och kommentarer kring offren. 
Todd Tjersland har i sin serie (Faces of Gore) försökt parodiera genren och dess mest hängivna fans med svart humor och ljudeffekter som dock fått ett kritiserat mottagande då han sökt förlöjliga scener med studenter som bland annat begått självmord (Om ändå amerikanska studenter vore så hängivna skulle vi ha en epidemi av självmord i landet) till en gravid kvinna som avlidit till följd av tågolycka (Hon skulle ändå sluta på socialbidrag så det är bättre att hon och hennes barn dör istället för att ligga samhället till last).[källa behövs]
Tjersland har i senare intervjuer erkänt att han inte känner sig stolt över insatsen, och att han blivit missförstådd då målet inte alls var att håna de enskilda offren utan som sagt försöka driva med genren i allmänhet
Ett antal filmer är förbjudna i många länder. Faces of Death är förbjuden i ca 40 länder, bland annat Australien, Finland, Norge och Storbritannien, medan det på omslaget till Faces of Gore anges att 46 länder förbjudit den filmen.[källa behövs] De har dock släppts på video och DVD i till exempel USA, Nederländerna och Hongkong.[källa behövs]
Exempel på några kända mondo/"chockumentärer" är: 
- Africa Addio
- Sverige – Himmel eller helvete
- Mondo Cane
- Slavery in the world today

Exempel på kända Real death-filmer är:
- Banned From TV
- Faces Of Death
- Faces Of Gore
- Traces Of Death
- Shocking Asia
- RARE: A Dead Person